# Râul Gherdeal
Râul Gherdeal este un curs de apă, afluent al Pârâului Nou. 

## Hărți
- Harta județului Sibiu